# Non Din Daeng (huyện)
Non Din Daeng (tiếng Thái: โนนดินแดง) là huyện (‘‘amphoe’’) cực tây nam của tỉnh Buriram, đông bắc Thái Lan.

## Địa lý
Các huyện giáp ranh (từ phía bắc theo chiều kim đồng hồ) là Pakham, Lahan Sai của tỉnh Buriram, Ta Phraya, Watthana Nakhon của tỉnh Sa Kaeo và Soeng Sang của tỉnh Nakhon Ratchasima.

## Lịch sử
Tiểu huyện (King Amphoe) Non Din Daeng đã được thành lập ngày 31 tháng 5 năm 1993, khi ba tambon được tách khỏi Lahan Sai. Đơn vị này đã được nâng thành huyện ngày 5 tháng 12 năm 1996.

## Hành chính
Huyện này được chia thành 3 phó huyện (tambon), các đơn vị này lại được chia thành 45 làng (muban). Non Din Daeng là một thị trấn (thesaban tambon) nằm trên một phần của tambon Non Din Daeng và Sompoi. Có 3 tổ chức hành chính tambon (TAO).
| Số TT | Tên           | Tên tiếng Thái | Số làng | Dân số |  |
| ----- | ------------- | -------------- | ------- | ------ |  |
| 1.    | Non Din Daeng | โนนดินแดง       | 25      | 11.991 |  |
| 2.    | Som Poi       | ส้มป่อย          | 7       | 4.393  |  |
| 3.    | Lam Nang Rong | ลำนางรอง       | 13      | 9.689  |  |